# لینکلن ام‌کی‌سی
لینکلن ام‌کی‌سی یک خودروی کراس‌اوور شرکت لینکلن موتور است. لینکلن مدل مفهومی این خودرو را در ۲۰۱۳ معرفی کرد و مدل تولید به‌طور رسمی در ژوئن ۲۰۱۴ به فروش رفت.

## بررسی تاریخچه
لینکلن در ژانویه ۲۰۱۳ از مدل مفهومی ام‌کی‌سی رونمایی کرد. این خودرو در تابستان ۲۰۱۴ به عنوان مدل ۲۰۱۵ به فروش رفت.

### ۲۰۱۷
در سال ۲۰۱۷ این خودرو فیس لیفت شد. سیستم‌های ناوبری و ترمز خودکار استاندارد به این خودرو اضافه شدند.

### ۲۰۱۸
برای سال ۲۰۱۸، لینکلن سیستم وای‌فای نسل چهارم را به آپشن‌های این خودرو افزود. همچنین صندلی‌های برقی به این خودرو اضافه شدند.

### ۲۰۱۹
برای مدل سال ۲۰۱۹، این خودرو یک فیس‌لیفت دیگر دریافت کرد که شامل تغییراتی در سپرها و جلوپنجره شد.

## مشخصات فنی
موتور نسخه پایه یک موتور بنزینی ۴ لیتری ۴ سیلندر است که ۲۴۵ اسب‌بخار را تولید می‌کند. ی گیربکس خودرو ۶ سرعته اتوماتیک است.
دوحالت رانندگی اسپرت و معمولی هم برای این خودرو موجود است.

## آمار فروش
| مدل سال | آمریکای شمالی | چین    |
| ------- | ------------- | ------ |
| ۲۰۱۴    | ۱۳۰۷۷         | —      |
| ۲۰۱۵    | ۲۴۵۹۰         | ۷٬۷۲۴  |
| ۲۰۱۶    | ۲۵۵۶۲         | ۱۳٬۸۹۱ |
| ۲۰۱۷    | ۲۷۰۴۷         | ۱۸٬۲۴۷ |
| ۲۰۱۸    | ۲۶۲۴۱         | ۱۷٬۲۸۲ |
| ۲۰۱۹    | *۲۵۸۱۵        |        |

## نگارخانه

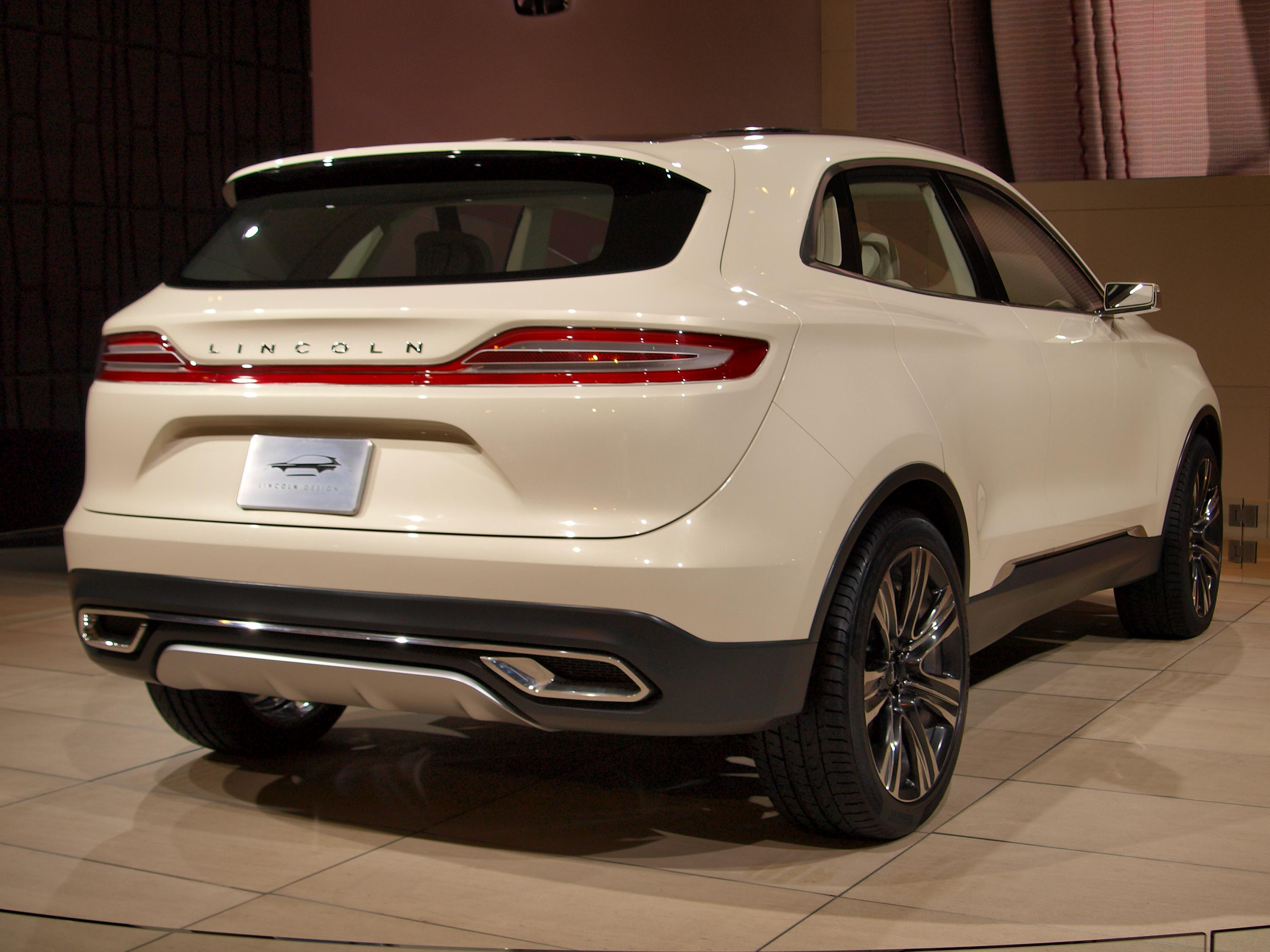
نمای عقب ، نسخه مفهومی
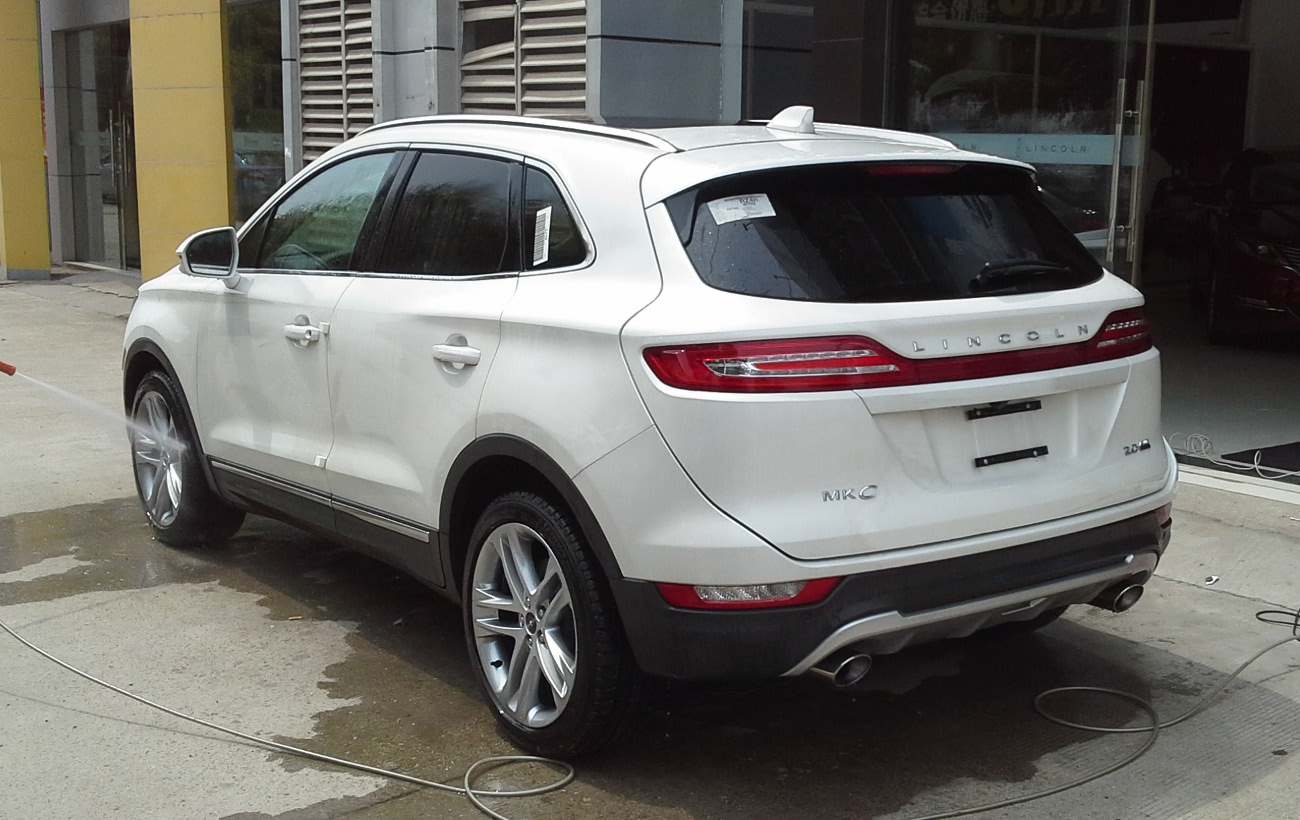
نمای عقب ، نسخه تولیدی
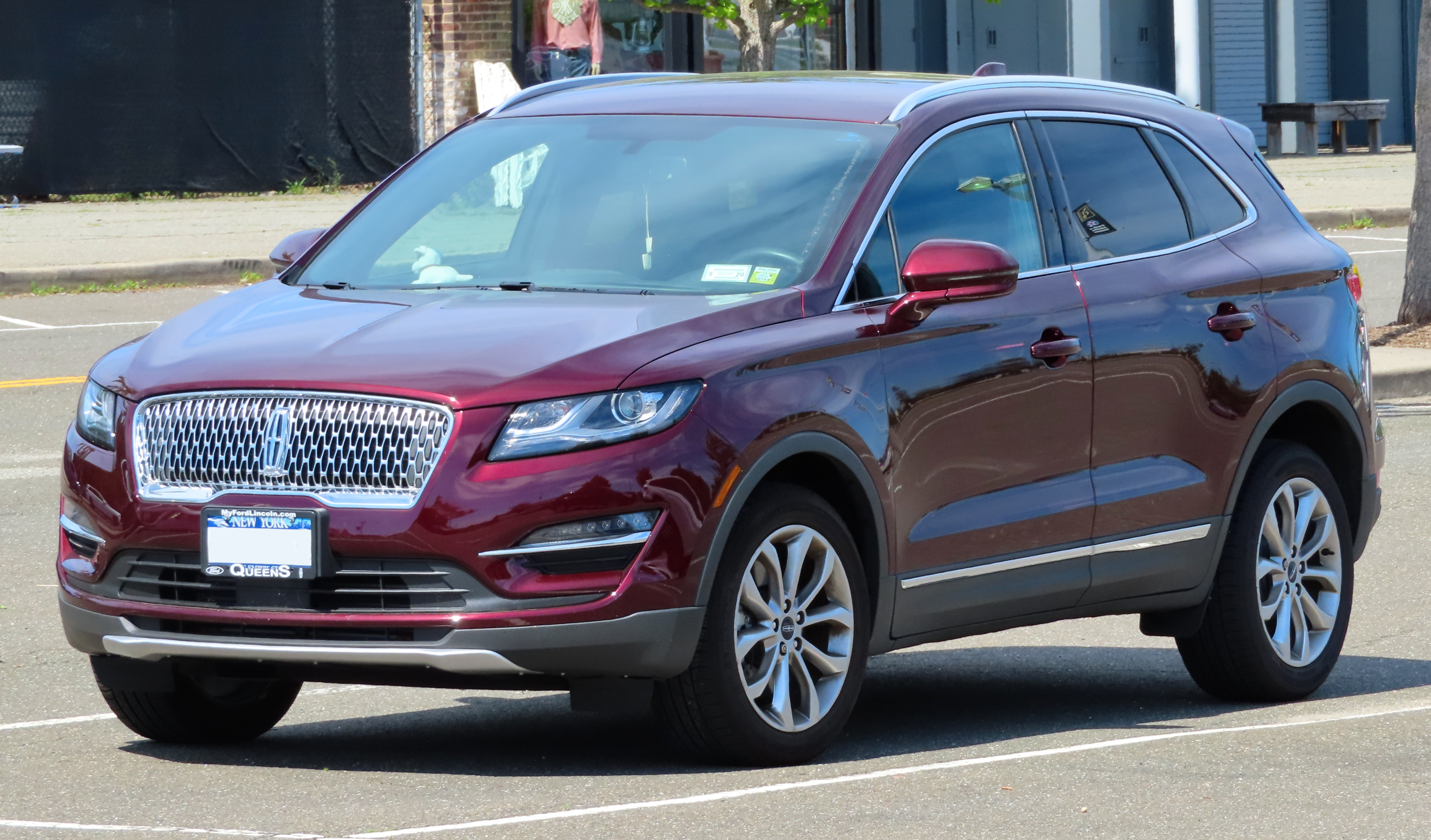
نمای جلو-۲۰۱۹